# Mare Ingenii
Mare Ingenii (Mar da Ingenuidade) é um mar lunar de 318 km de diâmetro, localizado na bacia de mesmo nome. Esse mar é parcialmente coberto por camadas de lava, e fica no lado oculto da Lua. O material da bacia é da época pré-nectárica e o material do mar é da época ímbrica superior.
A região escura que domina esse mar é a cratera Thomson com 112 km de diâmetro. A cratera mais clara ao Sul, é a Obruchev.
Esse mar contém a segunda ocorrência conhecida de um tubo de lava lunar e um dos poucos conhecidos fora da Terra até o momento.